# Banca Leuzzi & Megha

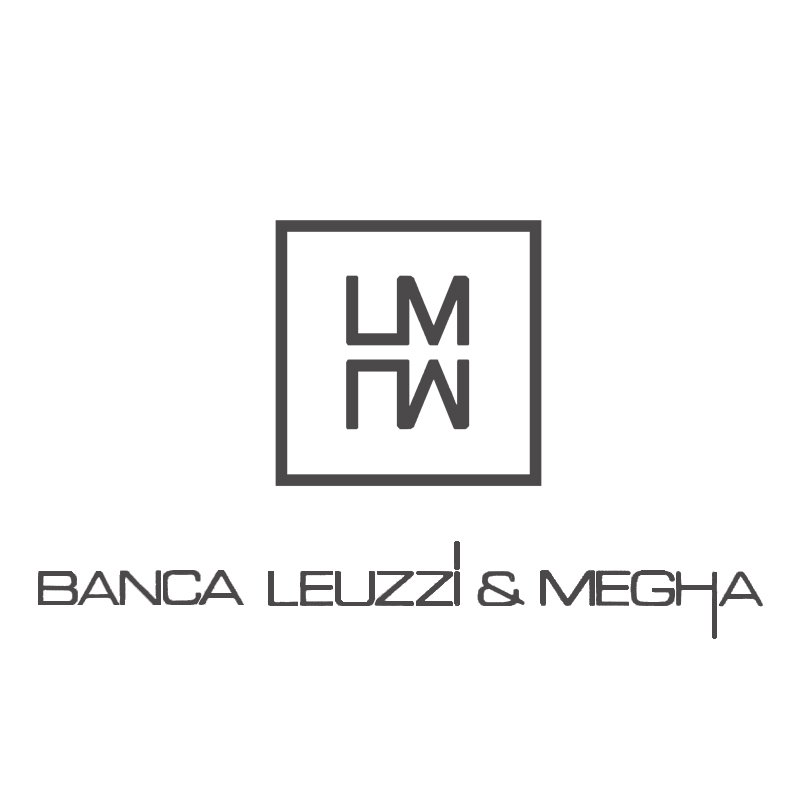
Marchio della Banca Leuzzi & Megha S.p.A.

Banca Leuzzi & Megha è stato un istituto di credito privato italiano, fondato nel 1925, con sede legale in Puglia, precisamente in Galatone, città in provincia di Lecce. 
Nel XX secolo, la penisola salentina vantava la maggiore concentrazione in Italia di banche private di famiglia; la Banca Leuzzi & Megha era uno dei cosiddetti "otto fiori all'occhiello" del Salento (anche chiamate le "8 Sorelle"), insieme a Banca Tamborino (Maglie), Banca Tamborino Sangiovanni (Alessano), Banca Arditi Galati (Presicce), Banca Agricola Salentina (Corigliano d'Otranto), Banca Vallone (Galatina), Banca Mongiò (Galatina) e Banca Venturi (Copertino).

## Storia

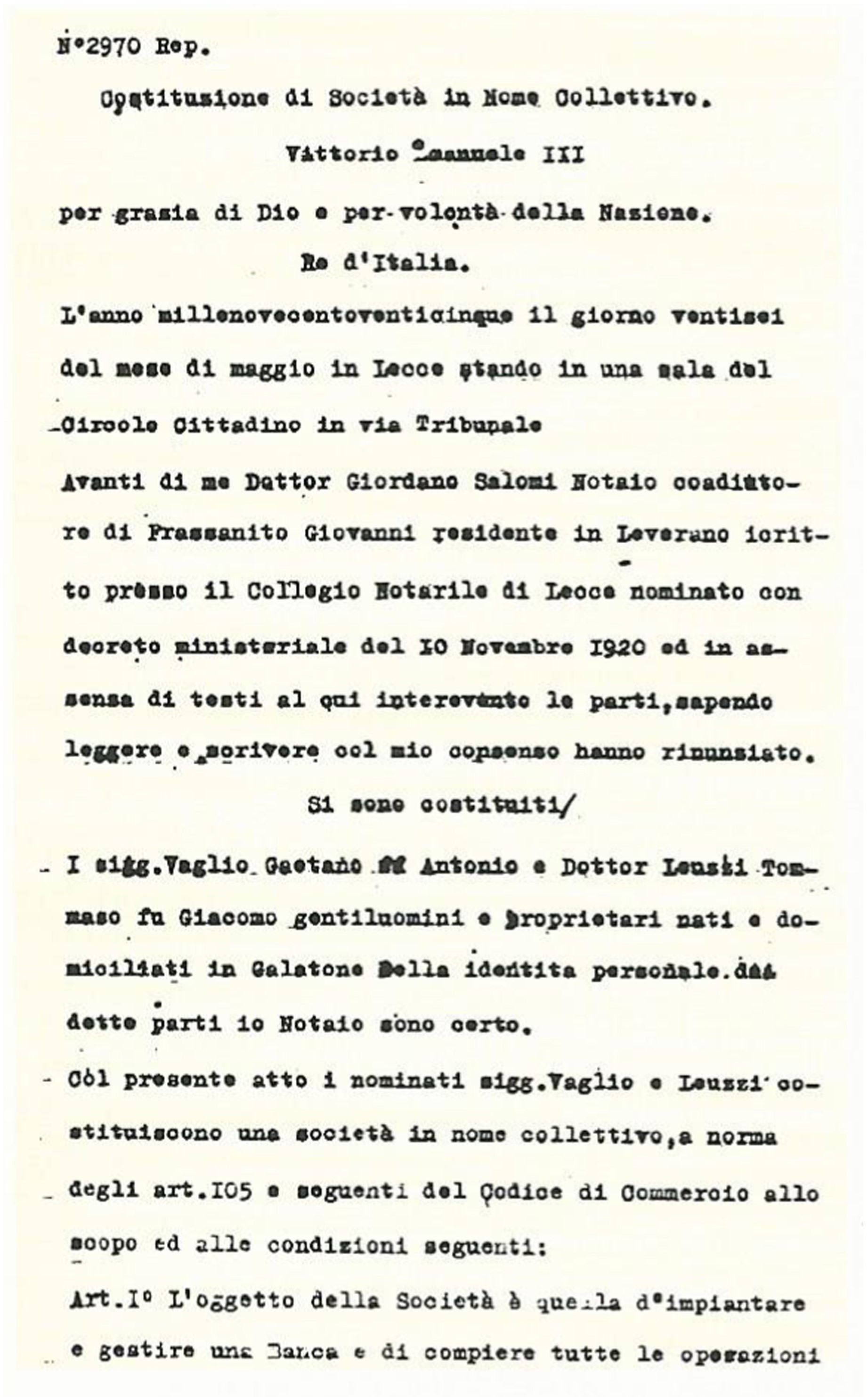
Atto costitutivo della Banca Leuzzi & Megha

La Banca Leuzzi & Megha era una banca di famiglia fondata il 26 maggio 1925 in regime di società in nome collettivo, su iniziativa di Gaetano Vaglio (nonno dell'ultimo presidente dell'istituto, Attilio Megha) e di Tommaso Leuzzi, due ricchi proprietari terrieri ed immobiliari. L'Istituto portava il loro nome (Banca Vaglio & Leuzzi) e l'idea di fondarlo nasce dalla volontà di aiutare i moltissimi mezzadri e contadini del luogo. Il domicilio era a Galatone in via Francesco Rubichi. 
L'inizio dell'attività è tranquillo, dettato dalla stagionalità del lavoro agricolo  e dai bisogni finanziari ad esso legati. Ma già dopo i primi anni, i due fondatori lasciano la scena a favore dei discendenti. A Gaetano Vaglio succedono i figli Antonio, Giovanni e Cristina. Mentre Tommaso Leuzzi passa il suo 50 % alla figlia Gina che resterà in banca, come coamministratrice, per oltre quarant'anni.
Qualche anno dopo, ecco che a loro volta i due fratelli Antonio e Giovanni Vaglio cedono le quote a Nicola Megha che nel frattempo aveva sposato Cristina Vaglio (la denominazione dell’istituto varia in Banca Leuzzi & Megha).
Nel 1949, con la morte di Cristina che possedeva una quota del 14 % dell'istituto, la composizione azionaria della banca cambia nuovamente. Il 50 % di proprietà della famiglia Megha passa per il 26 % ad Attilio, per il 12 % al fratello Fernando e per il restante 12 % alla sorella Rosa che a sua volta cede la sua quota al fratello Attilio. Mentre l'altro 50 % rimane saldamente nelle mani di Gina Leuzzi. 
Nel 1987 la banca si trasforma in società per azioni. 
Nel novembre del 1988, Fernando Megha decide di passare la mano e, per diritto di prelazione, la sua quota viene rilevata dal fratello Attilio e da Gina Leuzzi. La fotografia dell'azionariato in quel mese è la seguente: a Gina Leuzzi il 57 % e ad Attilio Megha il 43 per cento.
A dicembre dello stesso anno, nuova svolta. Gina Leuzzi mette in vendita la sua quota e questa volta Attilio Megha la rileva per intero per il corrispettivo di 22 miliardi di lire. Nel contempo, a far parte dell'azionariato entrano anche dei piccoli soci con quote limitate. In questo momento, sono passati oltre sessant'anni e le due famiglie fondatrici sono scomparse, ad eccezione del fatto che il presidente in carica, Attilio Megha, è - per parte di madre - nipote del fondatore. 
Attilio Megha è entrato nella banca di famiglia a soli 17 anni, e ne è stato il direttore per oltre vent'anni e successivamente l'amministratore delegato ed infine il presidente, sino alla chiusura della banca. Porta il nome dello zio, Dott. Attilio Alessandro Megha, noto giudice e Presidente del Tribunale di Lecce per molti anni, nonché Grande Ufficiale dell'Ordine al Merito della Repubblica Italiana.
Prima della fusione per incorporazione nel 1995 con la Banca del Salento, anche la quarta generazione della famiglia lavora in banca, con i due figli di Attilio Megha, Nicola e Cristina.

## Lo sviluppo

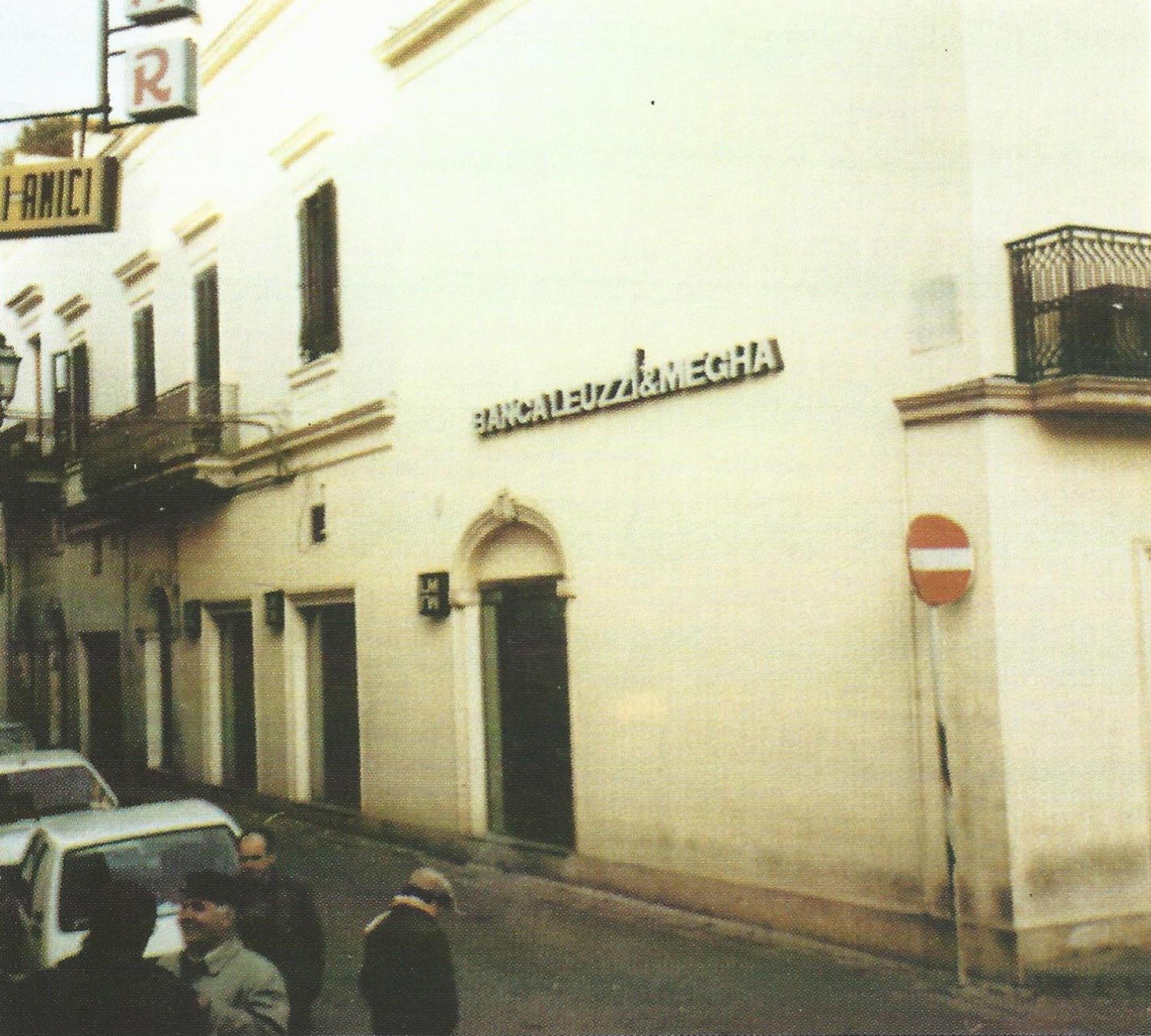
La sede legale di Banca Leuzzi & Megha in Galatone (Le).

Dal punto di vista dell'espansione territoriale, la banca è rimasta per molti anni racchiusa nelle mura di Galatone, importante cittadina nel Salento, dove vi era la storica sede in Piazza Costadura al civico 13. 
Successivamente è stata la volta di Sannicola; negli anni '70 ad Arnesano ed a Lecce. A questa rete si aggiunse, come ufficio di rappresentanza, la sede di Taranto, per un totale di 5 sportelli.
La Leuzzi & Megha ha sempre esercitato una funzione precisa di sostegno all'economia locale: agricoltura, commercio e qualche industria.

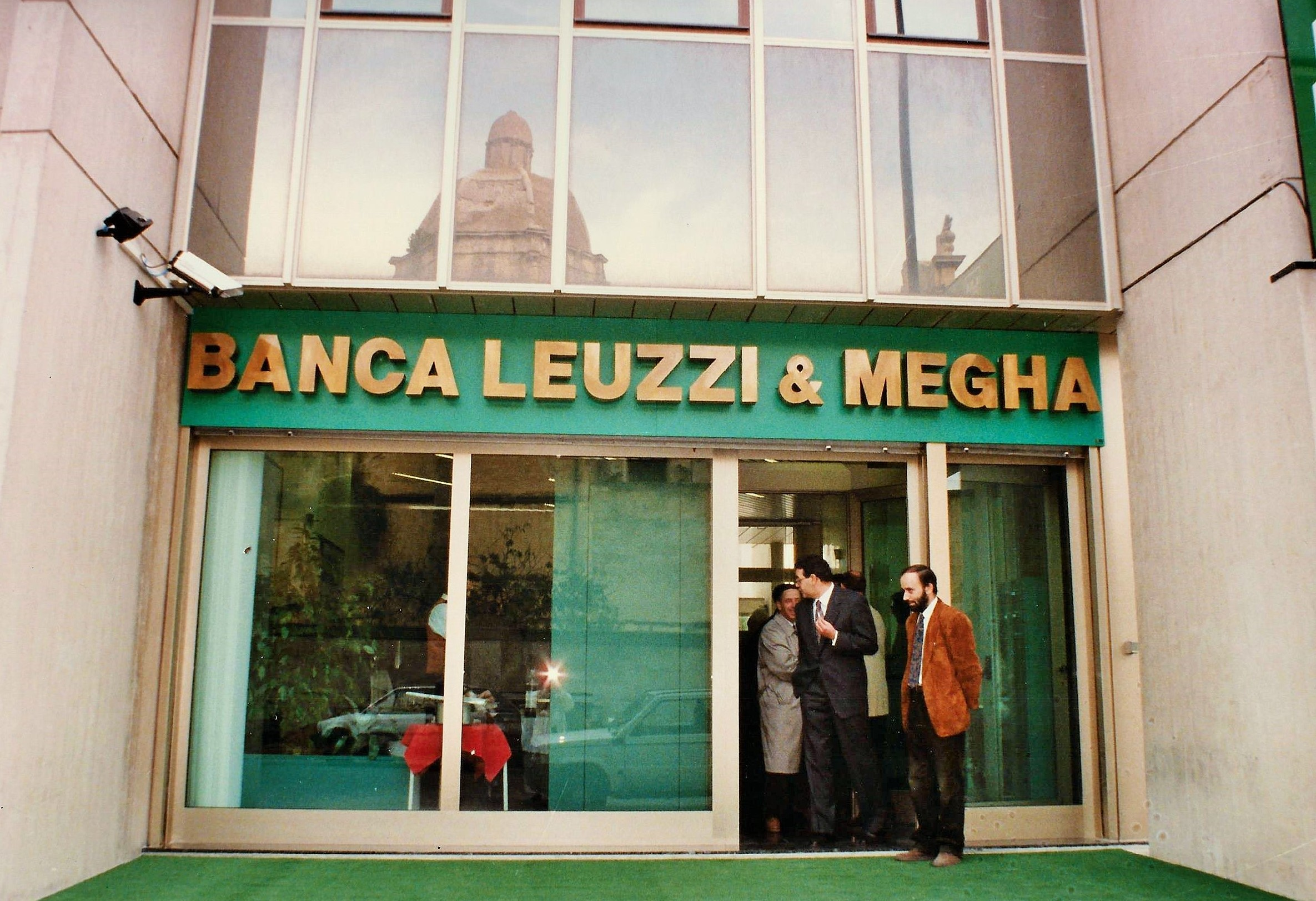
Filiale di Lecce della Banca Leuzzi & Megha.

## Il commissariamento di Banca d'Italia e la cessione
Nel 1994, l'istituto viene commissariato dalla Banca d'Italia , con motivazioni da cui sarà in seguito prosciolto.
Nel 1995, la Banca Leuzzi & Megha fu incorporata da Banca del Salento (GU n. 303 del 30/12/1995), assorbita a sua volta da Monte dei Paschi di Siena.

## Dati economici
Nel 1995, ultimo anno di attività, la Banca Leuzzi & Megha ha registrato una raccolta diretta di circa 114 miliardi e indiretta per 45 miliardi di lire.